# 22900 Trudie
22900 Trudie (1999 TW14) là một tiểu hành tinh vành đai chính được phát hiện ngày 11 tháng 10 năm 1999 bởi C. W. Juels ở Fountain Hills.